# آدانا نوانری
آدانا نوانری (انگلیسی: Adanna Nwaneri؛ زادهٔ ۳۱ اوت ۱۹۷۵) بازیکن فوتبال اهل نیجریه است.
وی همچنین در تیم ملی فوتبال زنان نیجریه بازی کرده‌است.